# Mohammad Aghazadeh Khorasani
 (juillet 2020).
Pour les articles homonymes, voir Khorasani.
Mohammad Aghazadeh Khorasani (persan : محمد آقازاده خراسانی) (né en 1877 à Najaf, Iran) était un religieux chiite d'Iran, connu pour ses travaux scientifiques publiés sous des pseudonymes tels que Ayatollah Aghazadeh, Ayatollah Aghazadeh Najafi ou Ayatollah Aghazadeh Khorasani.

## Biographie
À trente ans, il a suivi des cours de maître dans la ville sainte de Najaf et plus tard, sur ordre de son père, il s'est installé à Mashhad. Il a vécu à Najaf pendant plusieurs années, où il a étudié parmi des érudits religieux, dont Mohammad-Kazem Khorasani. Il est ensuite retourné à Mashhad pour enseigner la jurisprudence. Le plus notable de ses élèves était Mojtaba Qazvin, son frère Sheikh Hashem Qazvin et Hadi Kadkani. Pendant les années où il a vécu à Mashhad, en plus des activités politiques, de l'enseignement et de la formation des étudiants sur le terrain, il a également dirigé le séminaire de Khorasan,.

## Activité politique
Certaines de ses activités sont :
- opposition au règne de Reza Shah ;
- soutenir l'opposition des oulémas au régime et à ses politiques ;
- critiquer le gouvernement pour avoir emprunté à des gouvernements étrangers ;
- traiter avec le Parti démocratique de Mashhad ;
- impliqué dans le soulèvement de la mosquée Goharshad qui a conduit à l'exil de Reza Shah à Yazd.

Il a été condamné à mort par un tribunal militaire pour sa résidence obligatoire à Téhéran et pour avoir provoqué des protestations parmi les savants irakiens.

## Mort
Khorasani est décédé en 1937 à Rey, en Iran, et son corps a été enterré dans le sanctuaire Shah-Abdol-Azim dans le jardin de Parrot.